# Marc-Kevin Goellner
 (janvier 2023).
Marc-Kevin Goellner, né le 22 septembre 1970 à Rio de Janeiro, est un ancien joueur de tennis professionnel allemand.

## Carrière
Enfant de diplomate, il est né au Brésil et n'a vécu en Allemagne qu'à partir de l'âge de 16 ans après avoir aussi grandi en Australie et en Israël.
Il commence sa carrière professionnelle en 1991 alors que l'année précédente, une blessure au pied gauche avait failli l'en empêcher.
En 1993, il gagne à Nice son premier tournoi en simple sur le circuit ATP en battant Ivan Lendl en finale. Il arrive ensuite en finale du double messieurs à Roland-Garros avec son compatriote David Prinosil avec qui il avait déjà gagné à Rotterdam. Ses résultats cette année-là lui permettent de gagner plus de 400 places au classement mondial.
En fin d'année, il gagne la Coupe Davis avec l'Allemagne.
Toujours avec David Prinosil, il gagne en 1996 la médaille de bronze en double messieurs aux Jeux olympiques d'Atlanta. La même année, il remporte également son deuxième titre en simple chez les professionnels à Marbella.
Apparu pour la première fois au classement ATP le 12 mars 1990 à la 924e place, son plus mauvais classement est 1182e, le 29 mai 2006, tandis que sa meilleure position est 26e, le 4 avril 1994. Il fut classé dans le top 100 durant 239 semaines.
Depuis 2004 et sa retraite sportive, Goellner et son entraîneur, Andreas Maurer, travaillent dans leur propre académie de tennis, le New Tennis Generation (NTG).
Marc-Kevin Goellner est marié et a deux enfants.

## Palmarès

### Titres en simple messieurs
| No | Date       | Nom et lieu du tournoi  | Catégorie    | Dotation  | Surface      | Finaliste     | Score         |  |
| -- | ---------- | ----------------------- | ------------ | --------- | ------------ | ------------- | ------------- |  |
| 1  | 12-04-1993 | Philips Open, Nice      | World Series | 275 000 $ | Terre (ext.) | Ivan Lendl    | 1-6, 6-4, 6-2 |  |
| 2  | 30-09-1996 | Marbella Open, Marbella | World Series | 303 000 $ | Terre (ext.) | Àlex Corretja | 7-64, 7-62    |  |

### Finale en simple messieurs
| No | Date       | Nom et lieu du tournoi                 | Catégorie    | Dotation  | Surface      | Vainqueur    | Score          |  |
| -- | ---------- | -------------------------------------- | ------------ | --------- | ------------ | ------------ | -------------- |  |
| 1  | 09-09-1996 | Bournemouth International, Bournemouth | World Series | 375 000 $ | Terre (ext.) | Albert Costa | 64-7, 6-2, 6-2 |  |

### Titres en double messieurs
| No | Date       | Nom et lieu du tournoi                     | Catégorie    | Dotation  | Surface         | Partenaire      | Finalistes                       | Score         |  |
| -- | ---------- | ------------------------------------------ | ------------ | --------- | --------------- | --------------- | -------------------------------- | ------------- |  |
| 1  | 24-02-1992 | ABN AMRO World Tennis Tournament Rotterdam | World Series | 475 000 $ | Moquette (int.) | David Prinosil  | Paul Haarhuis Mark Koevermans    | 6-2, 6-7, 7-6 |  |
| 2  | 23-08-1993 | Waldbaum’s Hamlet Cup Long Island          | World Series | 275 000 $ | Dur (ext.)      | David Prinosil  | Arnaud Boetsch Olivier Delaitre  | 6-7, 7-5, 6-2 |  |
| 3  | 09-09-1996 | Bournemouth International Bournemouth      | World Series | 375 000 $ | Terre (ext.)    | Greg Rusedski   | Rodolphe Gilbert Nuno Marques    | 6-3, 7-6      |  |
| 4  | 03-11-1997 | Stockholm Open Stockholm                   | World Series | 800 000 $ | Dur (int.)      | Richey Reneberg | Ellis Ferreira Patrick Galbraith | 6-3, 3-6, 7-6 |  |

### Finales en double messieurs
| No | Date       | Nom et lieu du tournoi                            | Catégorie           | Dotation  | Surface         | Vainqueurs                           | Partenaire            | Score             |          |
| -- | ---------- | ------------------------------------------------- | ------------------- | --------- | --------------- | ------------------------------------ | --------------------- | ----------------- | -------- |
| 1  | 24-05-1993 | Roland-Garros Paris                               | G. Chelem           | NC $      | Terre (ext.)    | Luke Jensen Murphy Jensen            | David Prinosil        | 6-4, 64-7, 6-4    | Parcours |
| 2  | 14-06-1993 | Gerry Weber Open Halle (Westf.)                   | World Series        | 350 000 $ | Gazon (ext.)    | Petr Korda Cyril Suk                 | Mike Bauer            | 7-6, 5-7, 6-3     |          |
| 3  | 27-02-1995 | Abierto Mexicano Telcel Mexico                    | World Series        | 305 000 $ | Terre (ext.)    | Javier Frana Leonardo Lavalle        | Diego Nargiso         | 7-5, 6-3          |          |
| 4  | 03-04-1995 | Estoril Open Estoril                              | World Series        | 550 000 $ | Terre (ext.)    | Ievgueni Kafelnikov Andreï Olhovskiy | Diego Nargiso         | 5-7, 7-5, 6-2     |          |
| 5  | 06-10-1997 | CA Tennis Trophy Vienne                           | Championship Series | 675 000 $ | Moquette (int.) | Ellis Ferreira Patrick Galbraith     | David Prinosil        | 6-3, 6-4          |          |
| 6  | 08-06-1998 | Gerry Weber Open Halle                            | Int' Series         | 875 000 $ | Gazon (ext.)    | Ellis Ferreira Rick Leach            | John-Laffnie de Jager | 4-6, 6-4, 7-6     |          |
| 7  | 01-03-1999 | Copenhagen Open Copenhague                        | Int' Series         | 215 000 $ | Moquette (int.) | Max Mirnyi Andreï Olhovskiy          | David Prinosil        | 65-7, 7-64, 6-1   |          |
| 8  | 07-06-1999 | Merano Open Merano                                | Int' Series         | 325 000 $ | Terre (ext.)    | Lucas Arnold Ker Jaime Oncins        | Eric Taino            | 6-4, 7-6          |          |
| 9  | 27-09-1999 | Gelsor Open Romania Bucarest                      | Int' Series         | 325 000 $ | Terre (ext.)    | Lucas Arnold Ker Martín García       | Francisco Montana     | 6-3, 2-6, 6-3     | Parcours |
| 10 | 25-09-2000 | Internazionali di Sicilia Freedomland Cup Palerme | Int' Series         | 350 000 $ | Terre (ext.)    | Tomás Carbonell Martín García        | Pablo Albano          | Forfait           |          |
| 11 | 10-09-2001 | Gelsor Open Romania Bucarest                      | Int' Series         | 375 000 $ | Terre (ext.)    | Aleksandar Kitinov Johan Landsberg   | Pablo Albano          | 6-4, 65-7, [10-6] | Parcours |

## Parcours dans les tournois duGrand Chelem

### En simple
| Année | Open d'Australie | Open d'Australie | Internationaux de France | Internationaux de France | Wimbledon       | Wimbledon    | US Open         | US Open          |
| ----- | ---------------- | ---------------- | ------------------------ | ------------------------ | --------------- | ------------ | --------------- | ---------------- |
| 1992  | —                | —                | —                        | —                        | —               | —            | 2e tour (1/32)  | M. Washington    |
| 1993  | 2e tour (1/32)   | B. Black         | 1/8 de finale            | A. Medvedev              | 1er tour (1/64) | Bo. Becker   | 3e tour (1/16)  | W. Ferreira      |
| 1994  | —                | —                | 1er tour (1/64)          | G. Rusedski              | 1er tour (1/64) | K. Carlsen   | 3e tour (1/16)  | S. Bruguera      |
| 1995  | 1er tour (1/64)  | A. Krickstein    | 2e tour (1/32)           | B. Steven                | 2e tour (1/32)  | M. Wilander  | 2e tour (1/32)  | M. Philippoussis |
| 1996  | 1er tour (1/64)  | T. Enqvist       | 1er tour (1/64)          | A. Voinea                | 1er tour (1/64) | M. Tillström | —               | —                |
| 1997  | 2e tour (1/32)   | J. Björkman      | 1er tour (1/64)          | T. Muster                | 1er tour (1/64) | J. A. Viloca | 1er tour (1/64) | C. Ruud          |
| 1998  | 1er tour (1/64)  | O. Gross         | 2e tour (1/32)           | A. Costa                 | 2e tour (1/32)  | D. Vacek     | 1er tour (1/64) | P. Sampras       |
| 1999  | —                | —                | —                        | —                        | —               | —            | —               | —                |
| 2000  | —                | —                | —                        | —                        | —               | —            | —               | —                |
| 2001  | —                | —                | 1er tour (1/64)          | F. Santoro               | —               | —            | —               | —                |

N.B. : à droite du résultat se trouve le nom de l'ultime adversaire.

### En double
| Année | Open d'Australie            | Open d'Australie        | Internationaux de France    | Internationaux de France | Wimbledon                   | Wimbledon                | US Open                     | US Open                    |
| ----- | --------------------------- | ----------------------- | --------------------------- | ------------------------ | --------------------------- | ------------------------ | --------------------------- | -------------------------- |
| 1992  | —                           | —                       | 1er tour (1/32) G. Pozzi    | J. Bates N. Broad        | —                           | —                        | —                           | —                          |
| 1993  | 1er tour (1/32) D. Prinosil | N. Borwick S. Youl      | Finale D. Prinosil          | L. Jensen M. Jensen      | —                           | —                        | 2e tour (1/16) D. Prinosil  | B. Pearce D. Randall       |
| 1994  | —                           | —                       | 2e tour (1/16) J. Sánchez   | J.-P. Fleurian S. Simian | 1/2 finale I. Kafelnikov    | G. Connell P. Galbraith  | —                           | —                          |
| 1995  | 2e tour (1/16) D. Prinosil  | J. Fitzgerald P. Rafter | 1er tour (1/32) D. Nargiso  | D. Johnson K. Thorne     | 1/2 finale I. Kafelnikov    | R. Leach S. Melville     | —                           | —                          |
| 1996  | 1/8 de finale D. Prinosil   | G. Forget J. Hlasek     | 1er tour (1/32) D. Prinosil | J. Grabb R. Reneberg     | 1/8 de finale I. Kafelnikov | B. Black G. Connell      | —                           | —                          |
| 1997  | 2e tour (1/16) D. Prinosil  | K. Kinnear C. Woodruff  | —                           | —                        | 1er tour (1/32) P. Baur     | K. Kinnear A. Kitinov    | —                           | —                          |
| 1998  | 1/8 de finale D. Prinosil   | P. Galbraith B. Steven  | 1/8 de finale J. Burillo    | G. Kuerten F. Meligeni   | 2e tour (1/16) D. Prinosil  | J.-L. de Jager R. Koenig | 1er tour (1/32) D. Prinosil | J.-L. de Jager R. Koenig   |
| 1999  | 2e tour (1/16) D. Prinosil  | J. Björkman P. Rafter   | —                           | —                        | 1er tour (1/32) D. Flach    | N. Broad R. Koenig       | 1/8 de finale F. Montana    | T. Woodbridge M. Woodforde |
| 2000  | —                           | —                       | 1er tour (1/32) E. Taino    | P. Haarhuis S. Stolle    | 2e tour (1/16) J. Siemerink | N. Kulti M. Tillström    | 1er tour (1/32) M. Kohlmann | S. Lareau D. Nestor        |
| 2001  | —                           | —                       | 1er tour (1/32) J. Balcells | J. Eagle A. Florent      | 2e tour (1/16) A. Olhovskiy | E. Ferreira R. Leach     | 1er tour (1/32) P. Albano   | J. Blake R. Ginepri        |
| 2002  | —                           | —                       | —                           | —                        | 1er tour (1/32) T. Perry    | D. Prinosil D. Rikl      | —                           | —                          |

N.B. : le nom du ou de la partenaire se trouve sous le résultat ; le nom des ultimes adversaires se trouve à droite.